# Дубяго, Александр Дмитриевич
Алекса́ндр Дми́триевич Дубя́го (1903—1959) — советский астроном, известен в мире науки как основатель Казанской кометной школы.

## Биография
Родился 18 декабря 1903 года в Казани в семье известного русского астронома, ректора Казанского университета, Дмитрия Ивановича Дубяго. Летом семья Дубяго выезжала в лесную Энгельгардтовскую обсерваторию; неудивительно поэтому, что Александр Дмитриевич Дубяго рано заинтересовался астрономией; когда ему исполнилось 11 лет, отец стал брать его с собой на наблюдения, в возрасте 12-13 лет он уже самостоятельно изучал переменные звёзды, а в 14 лет стал одним из первых, заметивших новую звезду в созвездии Орла — он был избран членом Русского астрономического общества и награждён золотой медалью им. Голубева.
В конце 1918 года — после смерти отца, в возрасте 15 лет он был зачислен в штат астрономической обсерватории Казанского университета на должность вычислителя, в обязанности которого входило определение поправок точного времени по астрономическим наблюдениям. В 1919 году Русское общество любителей мироведения избрало его членом-сотрудником, а через год — членом-корреспондентом. В это же время он начал серьёзно заниматься музыкой у известной в Казани преподавательницы, В. М. Кунавиной.

### Студенческие годы
В 1920 году Александр Дмитриевич Дубяго, сдав экстерном экзамены за курс гимназии, поступил на физико-математический факультет Казанского университета, продолжая работать вычислителем на кафедре астрономии.
Будучи искусным наблюдателем Дубяго открыл две кометы. Первая из них была открыта 24 апреля 1921 года и получила наименование 1921 I (по современной номенклатуре C/1921 H1 (Dubiago)). В дальнейшем после опубликования наблюдений этой кометы, Дубяго вычислил её эллиптическую орбиту, оказавшейся членом семейства Нептуна с периодом обращения в 79,5 года. Вторую комету — 1923 III (Bernard — Dubiago) — он открыл 14 октября 1923 года.
В 1923 году А. Д. Дубяго опубликовал свои первые работы по изучению движения комет. Одна из них содержала предвычисление появления кометы д’Арре (6P/d’Arrest) в 1923 году, причём в 1920 году эта комета имела тесное сближение с Юпитером, что значительно усложняло вычисление её параметров. Его другая студенческая работа была посвящена определению окончательной орбиты кометы 1909 IV (Daniel). В этой большой по объёму работе А. Д. Дубяго проявил себя тонким и требовательным к себе исследователем. Он заново произвёл редукцию всех 188 звёзд сравнения, используя малодоступные звёздные каталоги, привел положение этих звёзд к Фундаментальной системе Босса и попутно определил собственные движения 23 звёзд. На основании полученных окончательных элементов орбиты кометы 1909 IV А. Д. Дубяго заново вычислил её эфемериду с учётом возмущений от Юпитера на 1916 год и показал, что в тот год комета не была найдена из-за неверных вычислений, а не в связи с плохими условиями её видимости, как это тогда предполагалось. В студенческие годы им была выполнена и первая из работ, связанных с кометой Брукса — эта комета стала «спутницей» Александра Дмитриевича на всём его научном пути.

### Научные работы
После окончания Казанского университета в феврале 1925 года А. Д. Дубяго был оставлен ассистентом при кафедре астрономии и всю свою дальнейшую жизнь провёл в стенах родного университета, пройдя путь от вычислителя до профессора и учёного с мировым именем.
В 1925 году Дубяго взялся за трудное дело предвычисления появления «кометы Брукса». Исследование орбиты кометы впервые начал Баушингер, но работа его осталась незаконченной. В 1928 году Дубяго обратился к Баушингеру с просьбой сообщить ему некоторые неопубликованные материалы, относящиеся к комете Брукса. Баушингер в письме от 17 ноября 1928 года сообщил, что он ещё в 1911 году заподозрил у кометы Брукса вековое ускорение, и выразил надежду, что начатая им работа будет доведена до конца. Однако Дубяго, взявшись за изучение движения кометы Брукса, поставил более глубокую задачу — не только установить вековое ускорение, но и выяснить причины, его вызывающие. Он подверг тщательной ревизии все наблюдения кометы во время её появлении в 1889—1891, 1896—1897 и 1903—1904 годах, а также единственное наблюдение в 1910 году. В результате, он сделал заключение, что на комету действует некоторая сила, пока не известная, он утверждал, что эта сила меняет любой элемент орбиты, так же как возмущения от больших планет изменяют все элементы эллиптического движения. Дубяго, исследовав движение кометы Брукса сначала за 63 года, с 1883 по 1946, а затем ещё за 35 лет, с 1925 по 1960 год, доказал, что в движении короткопериодических комет уклонения от гравитационной теории являются не исключением, а правилом; он показал, что из-за потери кометой вещества вблизи Солнца происходит изменение всех элементов орбиты ядра. Произведя примерную оценку потери массы ядрами комет (около 2 % от общей массы ядра) он сделал вывод, что из кометы выбрасываются не только газы, но и твёрдые частицы. Казанский университет высоко оценил работу А. Д. Дубяго «Исследование движения кометы Брукса в 1925—1940 гг.», присудив автору в 1944 году вторую премию на конкурсе лучших научных трудов учёных университета.
А. Д. Дубяго не был сторонником гипотезы С. К. Всехсвятского о происхождении комет, так как считал что не может и не должно быть двух теорий происхождения комет, — одной для комет короткопериодических, а другой — для комет с орбитами, близкими к параболе. Не был он и сторонником мнения о генетической связи между кометами и астероидами. Существенное различие между ними он усматривал не только в том, что короткопериодические кометы, как правило, подходят близко к Юпитеру и подвергаются при этом сильным возмущениям, но прежде всего в том, что кометы во многих случаях физически связаны с метеорными потоками. Отсюда следует, что ядра комет не могут быть монолитными телами, как астероиды. А. Д. Дубяго считал, что наиболее вероятным представляется образование комет из пылевой среды, которая наполняет солнечную систему. В 1942 году он предложил механизм образования уплотнений в пылевой среде: отдельные рои частиц, движущихся вокруг Солнца, могут при приближении к планете, например, Юпитеру, испытывать очень сильные возмущения, благодаря которым рой может быть выброшен на периферию солнечной системы и там останется длительное время, достаточное для его уплотнения; поскольку в начальной стадии процесс уплотнения будет протекать медленно, то при этом может происходить обволакивание льдом отдельных мелких тел за счёт конденсации газов межзвёздной среды; ядра станут конгломератами твёрдых тел и льдов; затем такой уплотнившийся рой возвратится к Солнцу, и будет наблюдаться как комета. В зависимости от первоначального расстояния, на которое был выброшен рой, должна сложиться и судьба кометы, то есть будет ли она короткопериодической или долгопериодической.
Несколько позже, при изучении движения периодической кометы 61P/Шайн — Шалдеха, Дубяго выдвинул гипотезу, согласно которой короткопериодические кометы образуются в зоне движения Юпитера. В результате нескольких сближений кометы с Юпитером первоначальная форма орбиты меняется, перигелийное расстояние делается достаточно малым и комета становится наблюдаемой.
Орбита «кометы П. Ф. Шайн-Шалдеха» послужила примером перехода с круговой орбиты на эллиптическую короткопериодическую орбиты после лишь одного сближения с Юпитером.
Исходя из своей теории образования кометных ядер, А. Д. Дубяго объяснил происхождение метеорных потоков, связанных с периодическими кометами, определив скорость распространения метеорных потоков вдоль орбит комет-родоначальниц.
Александр Дмитриевич Дубяго был вычислителем-виртуозом. Он в течение 2-3 часов (в эпоху отсутствия компьютеров) вычислял параболическую или эллиптическую орбиту по трём наблюдениям. С момента организации Д. Я. Мартыновым «Астрономического циркуляра» в Казани Дубяго вычислял первые элементы и поисковые эфемериды почти для всех новооткрытых комет. Весь свой богатый опыт небесно-механических вычислений Александр Дмитриевич изложил в монографии «Определение орбит» (М., 1949) — она была переведена и издана в США после смерти автора.
С 1918 по 1930 годы Дубяго вёл визуальные наблюдения переменных на Казанской обсерватории; он был участником первой конференции исследователей переменных звёзд в Нижнем Новгороде. Из своих наблюдений А. Д. Дубяго получил и опубликовал новые элементы изменения блеска («XZ Рег», «АО Peg», «WY And» и др.). Обширных вычислении по обработке наблюдений как своих, так и других авторов, потребовала совместная работа А. Д. Дубяго и Д. Я. Мартынова по анализу затменной переменной RU Monoceгotis, имеющей заметное движение линии апсид и близкие по величине яркости компоненты. К вопросам теории затменных переменных, интенсивно разрабатывавшимся с начала тридцатых годов в обсерватории им. В. П. Энгельгардта, Дубяго возвратился в 1944 году — показав, что кривые блеска не должны иметь излома в момент контакта дисков компонент.
Другой совместной с Д. Я. Мартыновым работой Л. Д. Дубяго была обработка визуальных наблюдении Марса, проведённых во время противостояния 1926 года. Ими была составлена (по зарисовкам) карта части поверхности Марса, причём в карту были включены только те детали, которые были отмечены обоими наблюдателями. Будучи превосходным и опытным наблюдателем, А. Д. Дубяго на протяжении всей своей жизни сохранял любовь к наблюдениям, и только в последние годы болезнь лишила его физической возможности вести их. В годы научной деятельности А. Д. Дубяго Казанская обсерватория, передавшая значительную часть своего инструментария Энгельгардтовской обсерватории, уже не могла проводить систематических наблюдений по той или иной астрономической программе. Но во всех спорадических позиционных наблюдениях в обсерватории так называемых «случайных явлений» (комет, малых планет, покрытий звёзд Луной и т. д.) неизменным участником был А. Д. Дубяго.
Свой талант и навыки наблюдателя А. Д. Дубяго проявил и в экспедициях Казанской обсерватории, предпринятых с 1926 года и преследовавших картографические и гравиметрические цели. На протяжении десятилетия А. Д. Дубяго был деятельным участником и часто начальником почти всех экспедиции казанских астрономов для определения астрономических пунктов на восточной территории СССР. Он состоял консультантом по вопросам, связанным с гравиметрической разведкой в Казанском филиале АН СССР и оказывал помощь другим учреждениям по вопросам геодезии и картографии.
А. Д. Дубяго углублённо изучал историю физико-математических наук и в течение многих лет читал в Казанском университете курс истории астрономии, увлекая слушателей блестящим изложением. Первой научной работой А. Д. Дубяго по истории астрономии была статья «Кометы и их значение в общей системе ньютоновских „Начал“». Дальнейшие работы А. Д. Дубяго в этой области характеризуются детальным и точным анализом достижении науки, в тесной связи с жизнью и деятельностью учёных. Им были вскрыты по первоисточникам и подвергнуты критическому рассмотрению материалы об астрономических трудах Н. И. Лобачевского, но только часть их была опубликована в статьях и комментариях А. Д. Дубяго помещённых в V томе Полного собрания сочинений Н. И. Лобачевского. В его переводе с французского вышли в свет в 1954 году «Этюды о метеорах» Ф. А. Бредихина. К этому изданию А. Д. Дубяго дал научные комментарии и обширную статью о жизни и трудах Бредихина. Статья о Кеплере и ряд более мелких заметок по истории астрономии опубликованы А. Д. Дубяго во втором издании «Большой советской энциклопедии».

### Последние годы жизни
В 1930-х годах А. Д. Дубяго провёл в заключении 11 месяцев.
В Казанском университете Дубяго вёл большую педагогическую работу с 1934 года — как доцент, а с 1941 года — как профессор; к этому времени он был удостоен степени доктора физико-математических наук.
Он читал курсы не только на кафедре астрономии, но и на геологическом и географическом факультетах, состоя заведующим кафедрой геодезии и гравиметрии (1941—1946) и кафедры теоретической астрономии (1946—1947).
А. Д. Дубяго был постоянным членом комиссии но кометам и метеорам Астрономического совета АН СССР, деятельным участником и иногда председателем на ежегодно собиравшихся пленумах этой комиссии. В последние годы жизни Дубяго состоял членом Астрономического совета.
За открытие комет и большую наблюдательную деятельность А. Д. Дубяго был награждён золотой медалью им. Г. А. Тихова.
Болезнь не позволила ему полностью проявить свой научно-организаторский талант на посту директора (август 1954 — октябрь 1958) обсерватории имени В. П. Энгельгардта. Смерть оборвала работу А. Д. Дубяго над большим научным комментарием для VI тома «Полного собрания сочинений» Н. И. Лобачевского. Оборвалась и работа над составлением учебного руководства «Теоретическая астрономия».
Похоронен на обсерваторском кладбище, недалеко от Южной миры — усыпальницы, где похоронен его отец.

## Семья
Дети: дочь — Инга; сын — Владимир.

## Память
В 1964 г. Международный астрономический союз присвоил имя Александра Дмитриевича Дубяго кратеру на видимой стороне Луны.
Именем Дубяго назван открытый 3 августа 1930 года Е. Ф. Скворцовым в Симеизской обсерватории астероид (1167) Дубяго (Dubiago) 1930 PB.

## Из библиографии
- Определение орбит / А. Д. Дубяго. - Москва ; Ленинград : Гос. изд-во техн.-теорет. лит., 1949. - 444 с.
- Дмитрий Яковлевич Мартынов : [Биогр. очерк и указатель трудов] / Сост.: А. Д. Дубяго и В. Г. Киселёва ; Под общ. ред. К. П. Ситникова ; Казан. ГУ им. В. И. Ульянова-Ленина. Науч. б-ка. - Казань : Татгосиздат, 1946. - 27 с., 1 л. портр. : портр.